# Sands Cotai Central
Sands Cotai Central (кит.: 金沙城中心) — грально-готельний комплекс, розташований в Макао, в районі Котай. Будівництво почалося 2006 року, перша фаза відкрилася в квітні 2012 року (готелі Conrad і Holiday Inn), друга фаза — у вересні 2012 року (одна з веж готелю Sheraton), вартість проекту склала 4 млрд $. Девелопером Sands Cotai Central є американська компанія Las Vegas Sands. 2014 року відкрився оновлений торговий центр Shoppes at Cotai Central з магазинами, ресторанами і тематичним парком Planet J. Sands Cotai Central посідає восьме місце в списку найбільших будівель і споруд світу за площею приміщень і третє місце в списку найбільших готелів світу за кількістю номерів.

## Структура
До складу комплексу входять три готелі з майже 5 800 номерами, більше 50 ресторанів і два казино (Himalaya і Pacifica):
- Готель Conrad Macao налічує понад 600 номерів, а також має танцювальний зал, зали для конференцій і засідань, спа-салон, фітнес-центр, басейн, два ресторани і бар (управляється американською компанією Hilton Hotels & Resorts)[5].
- Готель Holiday Inn Macao налічує більше 1.200 номерів, а також має бар у вестибюлі і кафе біля басейну (управляється британською компанією InterContinental Hotels Group)[6][7].
- Готель Sheraton Macao налічує майже 3.900 номерів, а також має танцювальний зал, клуб, спа-салон, фітнес-центр, три ресторани і бар (управляється американською компанією Starwood Hotels and Resorts Worldwide)[8].
- Торговий центр Shoppes at Cotai Central з 140 магазинами загальною площею 24.000 м ² (пішохідними мостами і переходами Shoppes at Cotai Central пов'язаний з сусідніми торговельними центрами Shoppes at Four Seasons і Shoppes at Venetian)[9][10].
- «Райські сади» з бронзовою статуєю бога удачі[11].
- Тематичний парк розваг студії DreamWorks[12].

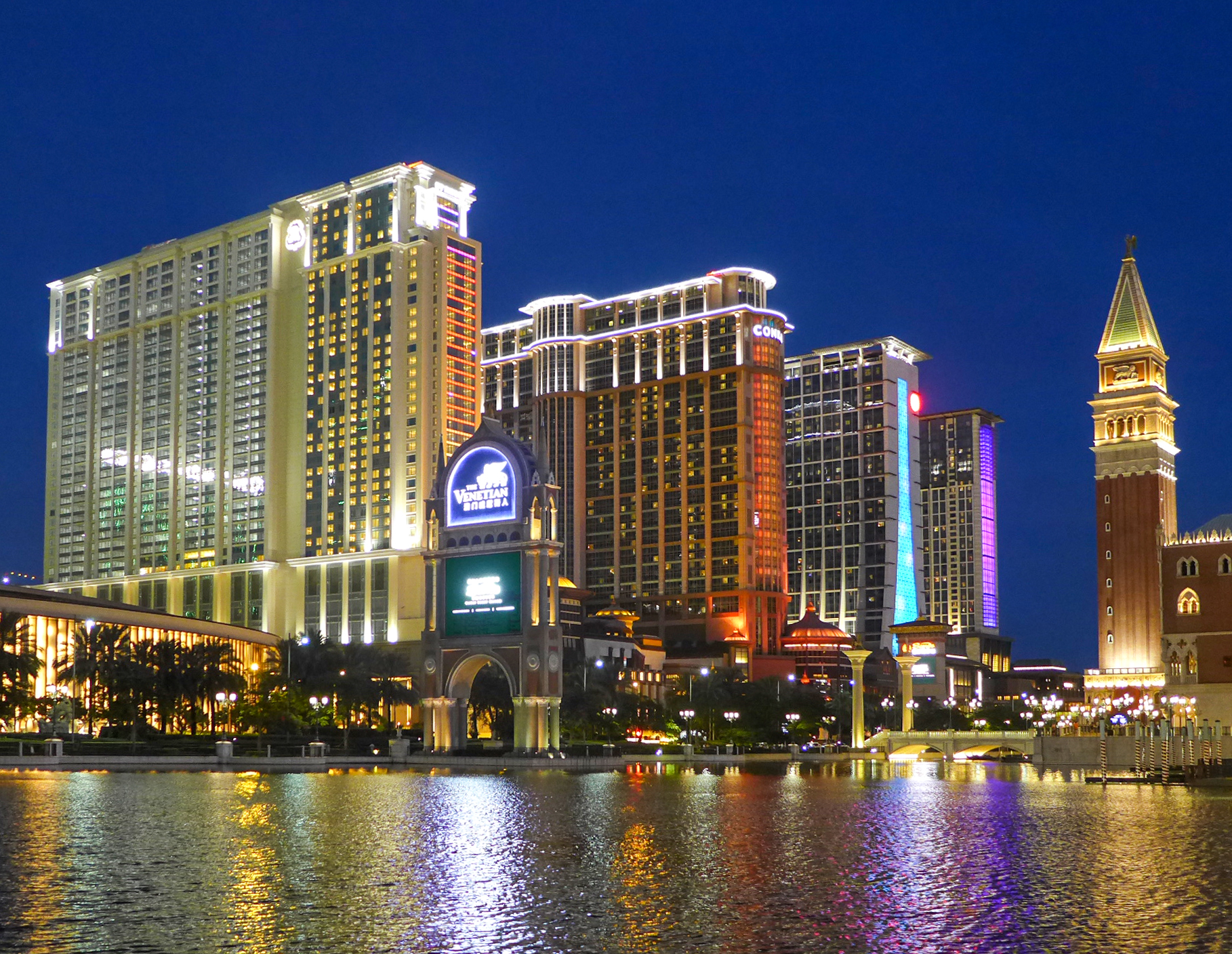
2016
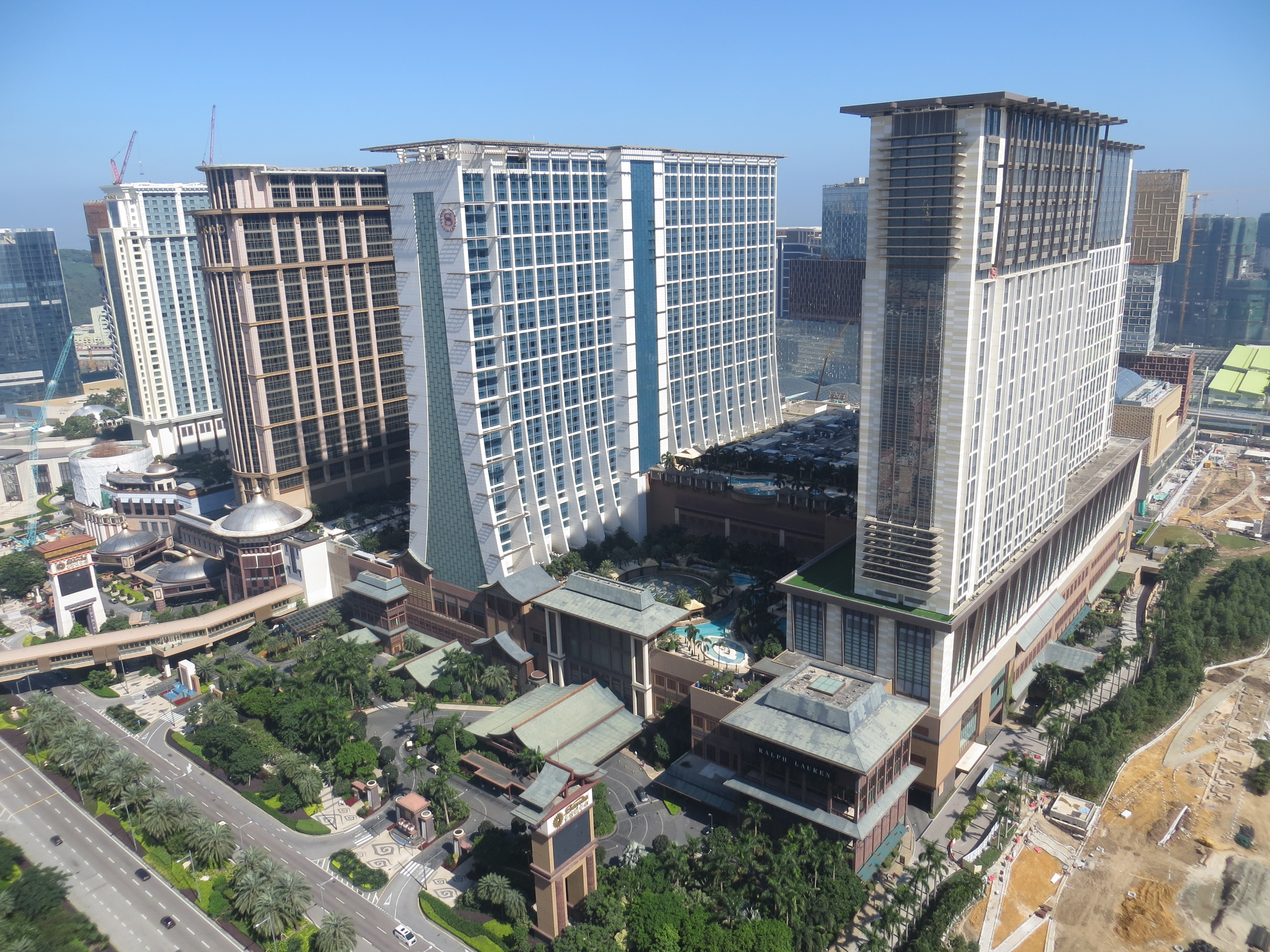
2016